# Athanasios Vardalīs
Athanasios Vardalīs (in greco Αθανάσιος Βαρδαλής?; 1960) è un politico greco, membro del Parlamento Ellenico e del Partito Comunista di Grecia.